# Bram van Polen
Bram van Polen (Nijkerk, 11 ottobre 1985) è un ex calciatore olandese, di ruolo difensore.

## Carriera
Ha esordito in Eredivisie con lo Zwolle nella stagione 2012-2013 e ci ha giocato per tutta la sua carriera fino al 2024.

## Palmarès

### Club

#### Competizioni nazionali
- Eerste Divisie: 1

PEC Zwolle: 2011-2012
- Coppa dei Paesi Bassi: 1

PEC Zwolle: 2013-2014
- Supercoppa dei Paesi Bassi: 1

PEC Zwolle: 2014